# آی‌پداواس ۱۵
آی‌پداواس ۱۵ (به انگلیسی: iPadOS 15) سیستم عاملی است که توسط اپل گسترش داده شده و برای لوح‌رایانهٔ ساخت این شرکت بکار گرفته می‌شود. این سیستم عامل جانشین آی‌پداواس ۱۴ بوده و برای آی‌پدهای ساخت اپل استفاده خواهد شد. این نسخه در کنفرانس جهانی توسعه دهندگان اپل در تاریخ ۷ ژوئن ۲۰۲۱ اعلام شد و در ۲۰ سپتامبر ۲۰۲۱ به صورت رسمی منتشر می‌شود.
خواننده